# Marie Clotilde von Savoyen

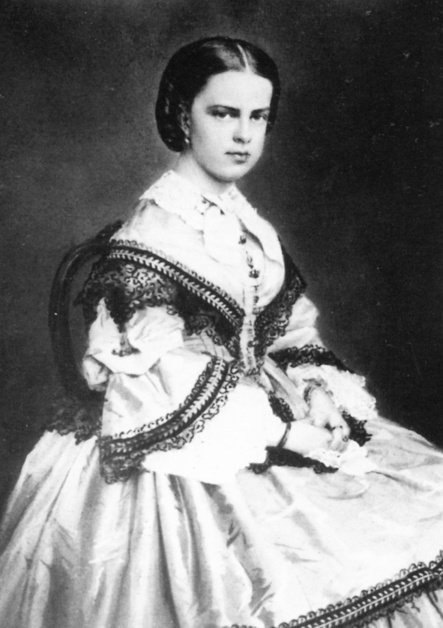
Marie Clotilde von Savoyen

Marie Clotilde von Savoyen, vollständiger Name Ludovica Teresa Maria Clotilde (* 2. März 1843 im Königlichen Palast, Turin; † 25. Juni 1911 im Castello di Moncalieri, Moncalieri) entstammte dem Hause Savoyen und war Prinzessin von Italien. Sie war die Ehefrau von Napoléon Joseph Charles Paul Bonaparte.

## Familie
Marie Clotilde war das älteste der acht Kinder von Viktor Emanuel, König von Sardinien, und dessen erster Ehefrau Erzherzogin Adelheid von Österreich. Viktor Emanuel wurde später als Viktor Emanuel II. König von Italien.
Marie Clotildes Großeltern väterlicherseits waren Karl Albert von Sardinien und Maria Theresia von Österreich-Toskana, ihre Großeltern mütterlicherseits waren Erzherzog Rainer von Österreich und Maria Elisabeth von Savoyen. Rainer war ein jüngerer Sohn von Kaiser Leopold II.
Zu den jüngeren Geschwistern Marie Clotildes zählen unter anderem der italienische König Umberto I., der spanische König Amadeus I. sowie Maria Pia von Savoyen, die an der Seite ihres Mannes Ludwig Königin von Portugal wurde.

## Leben

### Kindheit und Jugend
Marie Clotilde von Savoyen wurde am 2. März 1843 im Königlichen Palast von Turin geboren. Ihre Mutter Adelheid von Österreich kümmerte sich selbst um ihre Erziehung und verzichtete auf Kindermädchen und Ammen. Gemeinsam mit ihrer Schwiegermutter Maria Theresia verbrachte sie viel Zeit mit dem Kind auf der Burg von Moncalieri. Marie Clotilde wies von Anfang an einen entschiedenen und sanften Charakter auf. Als Kind lernte sie Gebete und entwickelte eine Lebensart, die von den Lehren der katholischen Moral geprägt war.
Marie Clotildes Tage waren streng durchgeplant. Sie erhielt in verschiedenen Fächern Unterricht von Privatlehrern, außerdem wurde sie im Glauben und in verschiedenen Freizeitaktivitäten, wie dem Reiten, das sie besonders liebte, unterrichtet. An ihrer Seite fand sich stets die Gouvernante Paolina di Priola, an die sie sich noch viele Jahre später liebevoll erinnerte, als sie eine ihrer Urenkelinnen traf. Am 11. Juni 1853 erhielt sie gemeinsam mit ihrem Bruder Umberto in der Pfarrkirche von Stupinigi von Monsignore Andrea Charvaz, Erzbischof von Genua, die Kommunion.

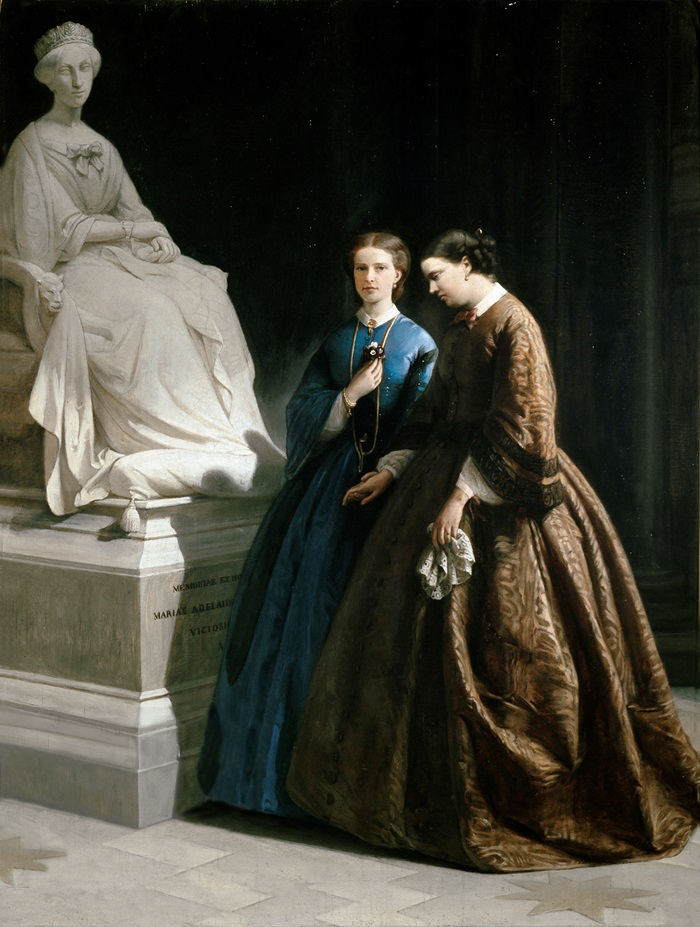
Marie Clotilde mit ihrer Schwester Maria Pia am Grab ihrer Mutter

Im Jahr 1855 folgten mehrere Todesfälle in der Familie kurz aufeinander. Am 12. Januar verstarb Marie Clotildes Großmutter Maria Theresia. Am Abend ihrer Beerdigung am 16. Januar, zwang zudem eine Gastroenteritis Marie Clotildes Mutter Adelheid aufs Krankenbett. Sie starb, noch geschwächt durch die Geburt ihres achten Kindes, nur wenige Tage später am 20. Januar. Im Mai starb Marie Clotildes jüngster Bruder Viktor Emanuel mit gerade vier Monaten. Marie Clotilde verarbeitete die Verluste durch den Glauben, der sie stärkte.
Bei Hofe wurden zudem ihre guten Manieren geschätzt. Nach dem Tod von Großmutter und Mutter war sie die erste Dame des Hauses Savoyen und durfte im Mai 1856 der Zarinmutter Alexandra Feodorowna bei deren Besuch in Turin die Ehre erweisen. Der Hintergrund des Besuchs war der Versuch, die Beziehungen zwischen Savoyen und Russland zu verbessern, die im Krimkrieg gegeneinander gekämpft hatten. Die gleich Rolle übernahm Marie Clotilde im Dezember 1857 anlässlich des Besuchs des Großherzogs Konstantin, dem Bruder Zar Alexanders II.

### Heirat
Im Jahr 1858 agierte Camillo Benso von Cavour als Ministerpräsident Sardiniens. Dieser setzte sich führend für eine Einigung Italiens und eine konstitutionelle italienische Monarchie ein. Da der französische Kaiser Napoleon III. dem Risorgimento wohlgesonnen zu sein schien, nutzte Cavour die Situation, um ein Bündnis mit Frankreich zu schließen. Die beiden Männer trafen sich am 21. Juli in Plombières, um das Abkommen zu unterzeichnen. Napoleon versprach seine Unterstützung in einem Krieg gegen Österreich zur Eroberung Lombardo-Venetiens zu, als Gegenleistung forderte er die Abtretung von Nizza von Savoyen. Um das Abkommen abzusichern, wurde eine dynastische Heirat von Napoléon Joseph Charles Paul Bonaparte, genannt Napoléon-Jérôme, einem Cousin Napoleons III., mit einer Prinzessin des Hauses Savoyen ins Auge gefasst. Die Wahl fiel auf Marie Clotilde.

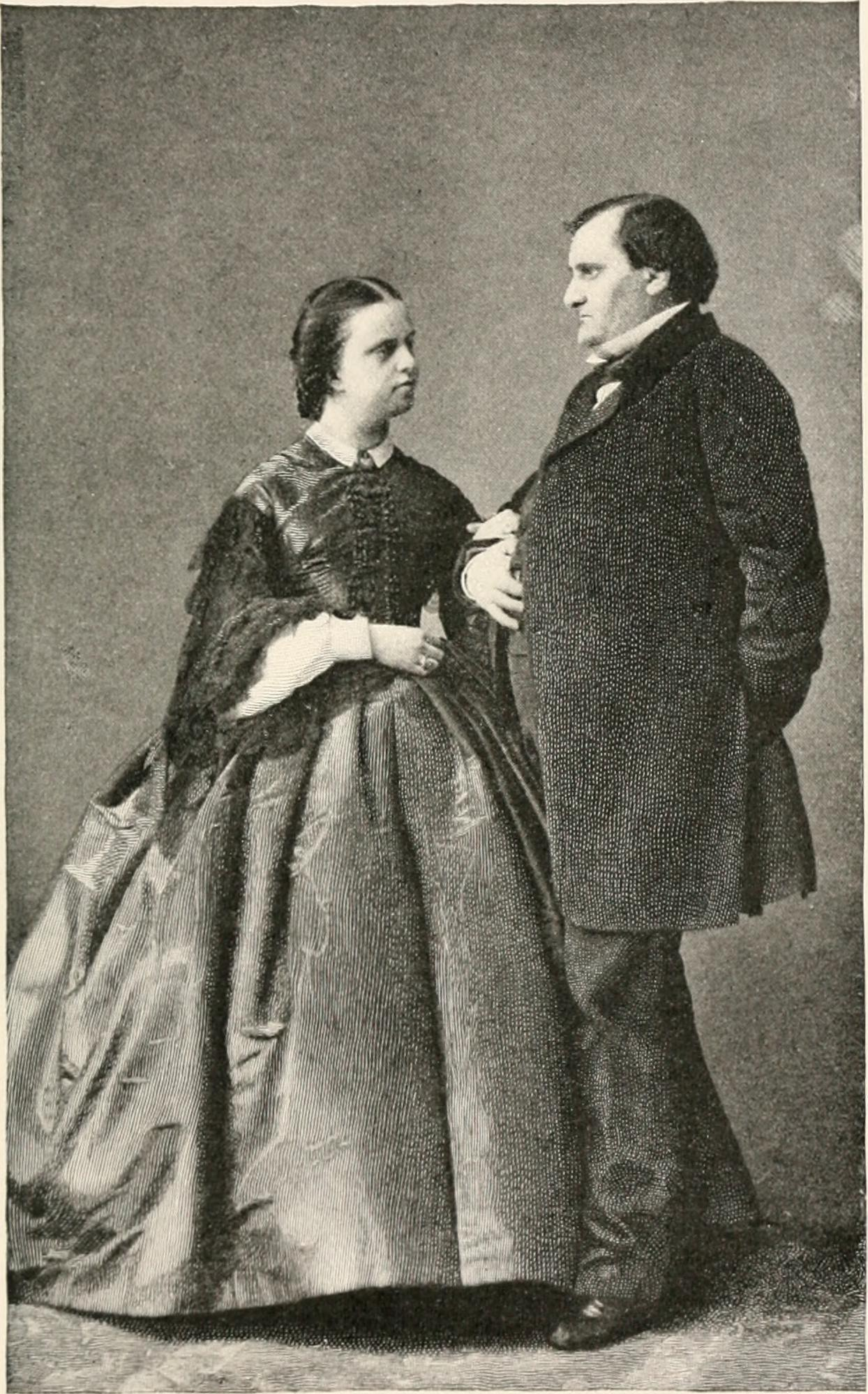
Marie Clotilde mit ihrem Ehemann Napoléon

Der Bräutigam war über 20 Jahre älter als Marie Clotilde und hatte eine gänzlich andere Lebensauffassung. Er führte ein lockeres Leben mit vielen flüchtigen Liebesbeziehungen und kümmerte sich überhaupt nicht um die Kirche. Marie Clotilde verfasste einen Brief an Cavour, in dem sie ihre Ablehnung gegen die Heirat zum Ausdruck brachte und nahm sich einen Monat Bedenkzeit aus. Im September nahm sie die Heirat schließlich an, da sie davon überzeugt war, damit den Bedürfnissen ihres Landes und ihres Vaters und somit dem Willen Gottes gerecht zu werden. Als einzige Bedingung stellte sie, den Bräutigam vor der Hochzeit treffen zu dürfen. Das Treffen fand am 16. Januar 1859 in Turin statt. Bei Hofe löste die Ankündigung heftige Proteste aus, da Empörung darüber herrschte, dass das Leben einer 15-Jährigen geopfert wurde, um die politischen Pläne der Herrscher zu verwirklichen.
Am 23. Januar erfolgte der offizielle Antrag an den Vater der Braut, die Hochzeit fand eine Woche später, am 30. Januar 1859, in der Grabtuchkapelle des Turiner Doms statt und wurde vom Erzbischof von Vercelli, Alessandro d'Angennes, abgehalten. Marie Clotilde verzichtete offiziell auf ihren sardinischen Thronanspruch und brachte 500.000 Lire als Mitgift, sowie 300.000 Lire als Juwelen und 100.000 Lire als Aussteuer mit in die Ehe. Napoléon-Jérôme konnte durch diese Eheschließung mit einer der ältesten europäischen Dynastien, dem Haus Savoyen, das Ansehen seiner Familie steigern.

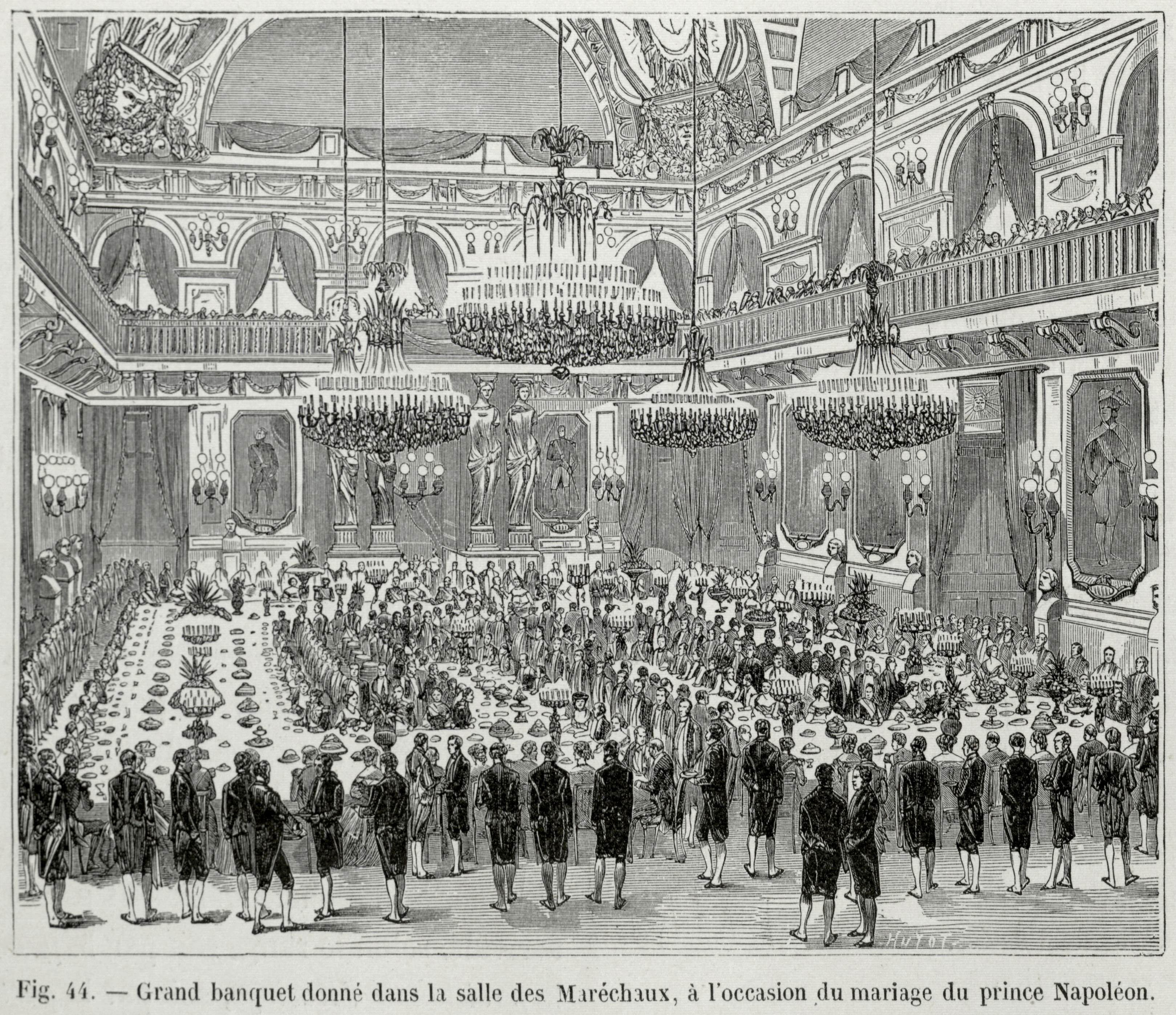
Empfangsbankett im Pariser Palais des Tuileries

Wie es im Haus Savoyen üblich war, fanden anlässlich der Hochzeit große Feiern statt. Zudem wurden sowohl in Turin als auch in Frankreich eine beträchtliche Summe an die Armen gespendet. Noch am Tag der Hochzeit verließ das Paar die Stadt. Der König, Cavour und La Marmora begleiteten es mit dem Zug nach Genua, wo abends eine Aufführung im Teatro Carlo Felice besucht wurde. Nach zwei Nächten verabschiedete sich Marie Clotilde von ihrem Vater und segelte mit ihrem Mann nach Marseille. Am 4. Februar bestiegen sie einen Zug nach Norden und erreichten am darauffolgenden Tag Fontainebleau, wo Marie Clotilde ihren Schwiegervater Jérôme Bonaparte und ihre Schwägerin Mathilde kennenlernte. Am Abend desselben Tages erreichte das Paar Paris, wo es vom kaiserlichen Paar bei Hofe begrüßt wurde. In der kaiserlichen Residenz, dem Palais des Tuileries, gab der Kaiser ein großes Bankett zu ihren Ehren. Spötter sprachen von der „Hochzeit eines Elefanten mit einer Gazelle“. Die Ehe wurde zwar nicht glücklich, doch das Bündnis kam beiden Seiten zugute, dem Savoyer gelang mit französischer Unterstützung die Einigung Italiens als Königreich und Frankreich erhielt mit dem Vertrag von Turin 1860 Savoyen und Nizza.

### Leben in Paris
Die Gräfin von Villamarina, ihre Gesellschaftsdame und Freundin seit ihrer Kindheit, verließ die lebenslustige Metropole bald, da sie den dortigen Lebensstil, der so anders als in Turin war, nicht ertragen konnte. Auch für Marie Clotilde war die Anpassung an ein Leben, das wenig oder gar nichts mit ihrer Religiosität gemeinsam hatte, schwierig, nicht zuletzt auch wegen der Kälte, die ihr die Bevölkerung entgegenbrachte.
Marie Clotilde lebte viele Jahre in Paris, unverstanden von ihrem Ehemann, kümmerte sich wenig um die Pracht des kaiserlichen Hofes und widmete sich ausschließlich der Nächstenliebe. Sie blieb bescheiden, ließ sich jedoch ihren Stolz nicht nehmen. Als Kaiserin Eugenie, die aus keiner königlichen Familie stammte, vorschlug, den üblichen Empfang von Beamten zu überspringen, weil es für Marie Clotilde vielleicht zu anstrengend wäre, entgegnete diese, dass sie an einem Hof geboren worden war und seit ihrer Kindheit daran gewöhnt war, bestimmte Aufgaben zu erfüllen. Die Kaiserin hegte zunächst eine starke Abneigung gegen Marie Clotilde, die jedoch im Laufe der Jahre abnahm.
Ihr Ehemann Napoléon nahm bereits kurz nach der Hochzeit sein Junggesellenleben wieder auf und zögerte nicht, seine Frau zu hintergehen. Sein Vater Jérôme, der eine echte Vorliebe für seine Schwiegertochter hatte, und seine Schwester Mathilde machten ihm deshalb große Vorwürfe. Marie Clotilde selbst schrieb hingegen an eine Freundin, sie sei „sehr glücklich“. Sie konnte die Untreue ihres Mannes durch ihren festen Glauben ertragen, ließ jeden Tag in ihrer privaten Kapelle im Palais-Royal eine Messe lesen und leistete regelmäßig den Kranken im Hospital Hilfe. Ihr Leben war gänzlich im christlichen Sinne geprägt. Ihr Mann besuchte sie nur selten und zog es vor, in seinem eigenen Haus an der Avenue Montaigne 16–18 zu bleiben.
Im Juni 1860 verschlechterte sich die ohnehin prekäre Gesundheit von Marie Clotildes Schwiegervater Jérôme, zu dem sie von Anfang an eine liebevolle Beziehung aufgebaut hatte. Das Paar reiste an dessen Sterbebett und Marie Clotilde kümmerte sich täglich um den Kranken. Gegen den Willen ihres Mannes schrieb sie an den Kaiser und bat um die Entsendung eines Geistlichen, sodass Jérôme vor seinem Tod die letzte Salbung erhielt. Doch bevor der Kardinal-Erzbischof eintraf, verschied Jérôme, wohlversorgt mit den Sterbesakramenten und der Absolution des Landpfarrers.
Der beginnende amerikanische Bürgerkrieg weckte die Interessen der französischen Politik. Im Frühjahr 1861 beschloss Marie Clotildes Ehemann, nach Amerika zu reisen, um Handelsvorteile für sein Land zu erzielen. Marie Clotilde beschloss, ihren Mann zu begleiten. Nach mehr als zwei Monaten Schiffsreise landeten sie in New York, wo sie verblieb, während ihr Mann in die Nordstaaten und nach Kanada reiste. In New York besuchte sie wieder regelmäßig die Messe und nahm ihre Frömmigkeitspraktiken wieder auf, auf die sie während der Schiffsreise ihrem Mann zuliebe verzichtet hatte. In New York besuchte sie auch das Kloster vom Heiligen Herzen.
Die amerikanische Reise war einer der seltenen Momente der Intimität der Eheleute. Nach ihrer Rückkehr nach Frankreich war Marie Clotilde zum ersten Mal schwanger. Es dauerte jedoch nicht lange, bis sich das Paar wieder entfremdete. Napoleon drängte darauf, die Macht der Kirche zu begrenzen, während Marie Clotilde für die Bekehrung ihres Ehemanns betete.
Am 18. Juli 1862 wurde der älteste Sohn des Paares, Napoleon Viktor, geboren. Die Mutter wollte sich persönlich um das Kind kümmern, musste jedoch im Oktober zur Eheschließung ihrer Schwester Maria Pia mit dem portugiesischen König Ludwig nach Turin reisen, das sie seit ihrer Hochzeit nicht mehr besucht hatte. Nach der Hochzeitsfeier reiste Marie Clotilde mit ihrem Mann nach Ägypten, wo sie eine kurze Kreuzfahrt machte. Sie hoffte, dass sie die Reise ins Heilige Land führen würde, dieser Wunsch wurde ihr jedoch nicht erfüllt.

### Das Ende des Zweiten Kaiserreichs
Nach dem Fall des Zweiten Kaiserreichs im September 1870 beschloss Marie Clotilde zunächst, in Paris zu bleiben, wo ein Aufruhr ausgebrochen war. Ihr Vater bestand darauf, dass sie nach Hause zurückkehren sollte, sie berief sich jedoch darauf, als Prinzessin von Savoyen zu ihrer Pflicht stehen zu müssen. Nachdem außer ihr alle Bonapartes aus Paris geflohen waren (Kaiserin Eugenie verließ Paris verkleidet und floh nach England, während Marie Clothilde demonstrativ in ihrer Karosse mit dem kaiserlichen Wappen durch Paris fuhr), verließ sie Paris schließlich am 5. September. Die Familie ließ sich zunächst in der Schweiz, in Prangins am Genfer See, nieder, wo Napoléon-Jérôme 1862 in weiser Voraussicht eine Villa erbaut hatte. Diese verkaufte er jedoch 1870, nachdem er seine Apanage verloren hatte, und baute sich auf dem Gelände eine kleinere Villa, die bis heute Wohnsitz der Nachfahren ist. Marie Clothilde beschloss, nach dem Wegfall ihrer politischen Pflichten sich umso mehr auf die religiösen zu fokussieren und trat 1872 einer dominikanischen Laiengemeinschaft bei.

### Turin
Nach dem Tod von Marie Clotildes Vater Viktor Emanuel 1878, kehrte sie ohne ihren Mann nach Turin zurück. Ihre Tochter Maria Letizia lebte zumeist mit ihr im Castello di Moncalieri, ihre Söhne blieben hauptsächlich bei ihrem Vater, der nach Paris zurückkehrte, bis die gesamte Familie 1886 aus Frankreich verbannt wurde. Marie Clotilde zog sich in Italien komplett von der Gesellschaft zurück, um sich der Religion und Wohltätigkeitsorganisationen zu widmen. Marie Clotilde verstarb am 25. Juni 1911 mit 68 Jahren in Moncalieri. Beigesetzt wurde sie in der Basilika von Superga. In der Kirche Santa Maria a Moncalieri wurde ihr ein Denkmal errichtet.

## Nachkommen
Aus ihrer Ehe mit Napoléon Joseph Charles Paul Bonaparte gingen drei Kinder hervor:
- Napoleon Viktor Jérôme Friedrich (1862–1926), Chef des Hauses und Prätendent, sein Enkel Louis Bonaparte (1914–1997) führte die Bonaparte-Dynastie weiter, er hatte zwei Söhne, Charles und Jérôme (unverheiratet).
- Napoleon Ludwig Joseph Jérôme (1864–1932), russischer General, Gouverneur von Eriwan
- Letizia Bonaparte (1866–1926), ⚭ Amadeus von Savoyen (1845–1890)

## Titel und Ehrungen

Wappen von Marie Clotilde von Savoyen

### Titel
- 2. März 1843 – 30. Januar 1859: Ihre Königliche Hoheit Prinzessin Marie Clotilde von Savoyen
- 30. Januar 1859 – 25. Juni 1911: Ihre Kaiserliche & Königliche Hoheit Prinzessin Marie Clotilde Napoléon

### Ehrungen
- Königreich Italien:  Großdame des Ritterordens der hl. Mauritius und Lazarus
- Österreich-Ungarn:  Dame des Sternkreuzordens
- Spanien:  Dame des Königlichen Marien-Louisen-Ordens